# Eden (Wyoming)
Eden és una concentració de població designada pel cens dels Estats Units a l'estat de Wyoming. Segons el cens del 2000 tenia 388 habitants.

## Demografia
Segons el cens del 2000, Eden tenia 388 habitants, 142 habitatges, i 110 famílies. La densitat de població era de 2,2 habitants/km².
Dels 142 habitatges en un 35,9% hi vivien nens de menys de 18 anys, en un 69% hi vivien parelles casades, en un 6,3% dones solteres, i en un 22,5% no eren unitats familiars. En el 18,3% dels habitatges hi vivien persones soles el 4,2% de les quals corresponia a persones de 65 anys o més que vivien soles. El nombre mitjà de persones vivint en cada habitatge era de 2,73 i el nombre mitjà de persones que vivien en cada família era de 3,06.
Per edats la població es repartia de la següent manera: un 27,8% tenia menys de 18 anys, un 8,5% entre 18 i 24, un 31,4% entre 25 i 44, un 26,5% de 45 a 60 i un 5,7% 65 anys o més.
L'edat mediana era de 37 anys. Per cada 100 dones de 18 o més anys hi havia 110,5 homes.
La renda mediana per habitatge era de 52.625 $ i la renda mediana per família de 55.833 $. Els homes tenien una renda mediana de 46.000 $ mentre que les dones 20.250 $. La renda per capita de la població era de 18.392 $. Entorn del 15,5% de les famílies i el 17,6% de la població estaven per davall del llindar de pobresa.

## Poblacions més properes
El següent diagrama mostra les poblacions més properes.